# Gaspar de Figueroa
Gaspar de Figueroa (Mariquita, 1594 - Santafé, 12 de diciembre de 1658) fue un pintor neogranadino.

## Biografía
Nacido en Mariquita hacia 1594 según un documento fechado en 1650 en el que decía tener «cincuenta y seis años más o menos», muerto en Santafé de Bogotá, el 12 de diciembre de 1658. Hijo de Baltasar de Figueroa "el Viejo" y de Catalina Saucedo, Gaspar de Figueroa se formó en el taller que fundó su padre en Turmequé, y que luego trasladó a Mariquita. Activo desde 1637, Figueroa se estableció en Santafé en su propio taller; el afamado Taller de los Figueroa; además, ocupó el cargo de alférez de milicias en Santafé de Bogotá. Puede considerársele como el iniciador del género del retrato en la Nueva Granada, el cual ejerció simultánea y conjuntamente con el de los temas religiosos. Una de sus mejores obras es el Retrato de fray Cristóbal de Torres, que se encuentra en el Colegio Mayor de Nuestra Señora del Rosario de Bogotá.

## Técnica y estilo

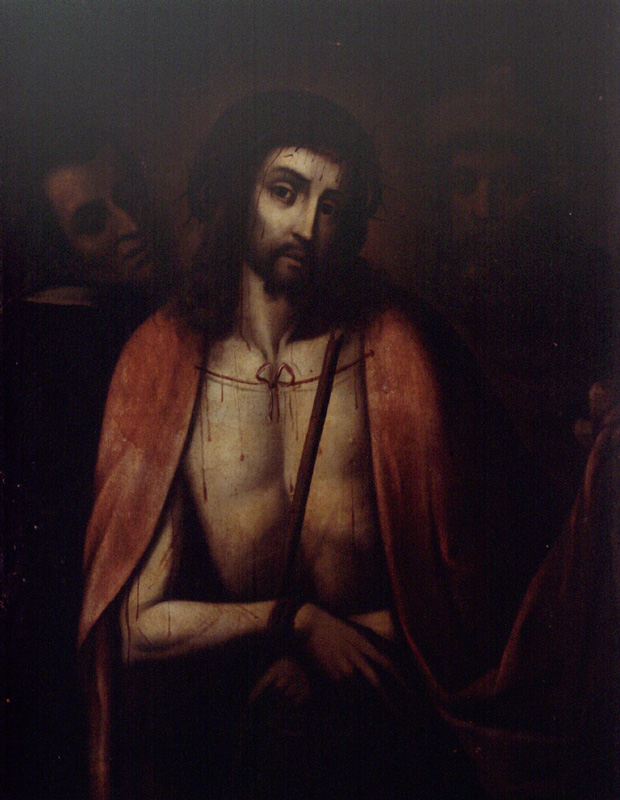
Óleo "Ecce Homo" de Gaspar de Figueroa

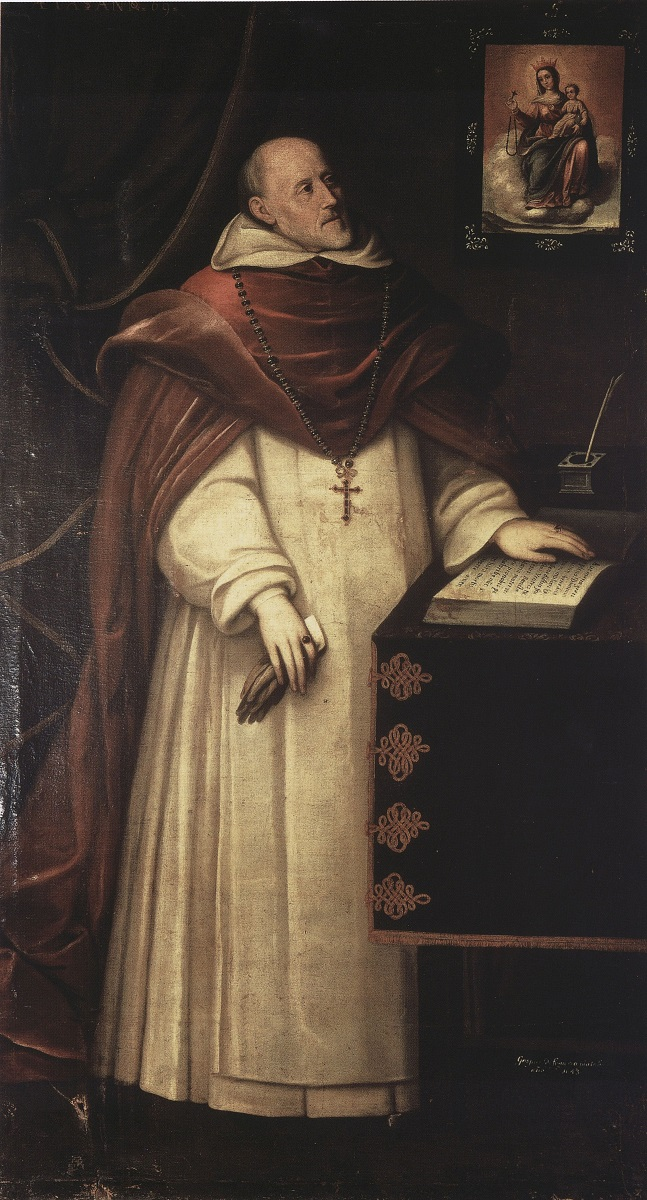
Retrato de fray Cristóbal de Torres (1643), Colegio Mayor de Nuestra Señora del Rosario, Bogotá.

En una de sus mejores obras el Retrato de fray Cristóbal de Torres se puede observar lo elaborado de los detalles de las joyas del fraile, los herrajes de su escritorio y las incrustaciones del marco del cuadro de la Virgen del Rosario que lo acompaña, contrastan con la sobriedad y elegancia de los hábitos y del cortinaje que sirve de fondo a la escena. Por lo demás, el rostro es muy definido y las manos correctamente ejecutadas. Por disposiciones vigentes en España, el retrato sólo debía hacerse a personas notables[cita requerida]; por eso en los primeros años coloniales los únicos retratos que se conocen corresponden a autoridades eclesiásticas. En ocasiones, algunas obras devotas iban acompañadas de la figura de uno o dos donantes, es decir los fieles que habían donado o encargado el cuadro. Este hecho, de gran valor documental, constituye una de las pocas referencias visuales que se conservan sobre las personas que habitaron la colonia neogranadina.
Manejó mejor que su padre la anatomía, por ejemplo, se esmeró en el trabajo de las manos; pero le faltó una mayor armonía en la disposición de las figuras. Su color fue atenuado, sin mayores contrastes.
Como modelos para sus obras, Figueroa utilizó numerosos grabados europeos. Su estilo es sobrio. En sus composiciones se destaca una figura central luminosa, rodeada de otras menores.

## Obra y Confusión con la Obra de su hijo
En algunos cuadros de Figueroa, se encuentran excelentes retratos, sobre todo los de tipo religioso; por ejemplo, la monja del cuadro de la Virgen del Rosario de El Topo en Tunja, el niño del Nazareno y las tres mujeres del Museo de Arte Colonial de Bogotá, y la joven del Martirio de Santa Úrsula de este mismo museo. Los historiadores de arte aún no han realizado un estudio documentado que permita distinguir las características formales de Gaspar y de su hijo Baltasar de Vargas Figueroa, pues al trabajar los dos en un mismo taller, en algunas obras se advierte la intervención de ambos, lo que dificulta y confunde la atribución correspondiente.
Entre sus obras firmadas están: Virgen Niña, San Joaquín y Santa Ana (1637), en la iglesia de San Diego, Bogotá; El Regreso de Egipto (1637), Museo del Seminario; Virgen del Rosario (1614), iglesia de El Topo, Tunja; San ]osé y el Niño (1644), Capilla del Sagrario, Bogotá; Las Animas (1656), que pertenecía a la iglesia parroquial de Usme, pero de la cual se desconoce el paradero actual; Retrato de Julián de Cortázar (1630) y Retrato de Fray Cristóbal de Torres (1643), en el Colegio Mayor de Nuestra Señora del Rosario, Bogotá.
Se le atribuyen varias versiones de La Sagrada Familia, La Virgen de las Nieves, La Virgen con el Niño, El Redentor, La Flagelación, El Ecce Homo, El Nazareno con las santas mujeres, San Cristóbal, San Roque, Santo Domingo, San Juan de Dios, Santa Bárbara, Santa Rita y retratos de Hernando Arias de Ugarte y de Julián de Cortázar. Su obra se encuentra en Bogotá, en el Museo de Arte Colonial, el Museo de El Chicó, el monasterio de La Enseñanza, el Palacio Cardenalicio, la iglesia de San Ignacio, la iglesia de Santa Bárbara, la iglesia de San Diego, el monasterio de las carmelitas, y en colecciones particulares [Ver tomo 6, Arte, p. 79].